# Elizabeth Hardwick
Elizabeth Bruce Hardwick (27 juillet 1916 - 2 décembre 2007) est une critique littéraire, romancière et nouvelliste américaine, connue pour sa critique sociale et son éloquence. 

## Jeunesse
Hardwick naît à Lexington, Kentucky le 27 juillet 1916 dans une famille protestante, huitième d'une fratrie de onze enfants. Elle est la fille d'Eugene Allen Hardwick, un entrepreneur en plomberie et en chauffage, et de Mary Ramsey. Très tôt, elle apprend de ses aînés le goût de la lecture. 
Elle est diplômée de l'université du Kentucky en 1939 puis suit un doctorat en littérature anglaise du XVIIe siècle à l'université Columbia. Commence une vie de bohème durant laquelle elle vit grâce à des bourses d'études et l'aide de sa famille. Elizabeth Hardwick fréquente les clubs de jazz où elle rencontre notamment Billie Holiday. Estimant qu'un doctorat ne lui assurera pas un revenu suffisant, elle abandonne ce cursus en 1941 et commence à écrire des nouvelles.

## Carrière
Elizabeth Hardwick s'essaye à différents genres littéraires, des nouvelles, de la non-fiction, des pièces, des essais sur des sujets très variés. 

### Critique littéraire
Elizabeth Hardwick contribue régulièrement au Partisan Review et à d'autres revues intellectuelles de gauche. C'est là qu'elle développe le style élégant et incisif qui devient sa marque de fabrique comme critique et essayiste. 
En 1959, elle publie dans Harper's Magazine, The Decline of Book Reviewing, une critique des critiques de livres publiées dans les périodiques américains de l'époque. Elle publie quatre essais critiques : A View of My Own: Essays in Literature and Society (1962), Seduction and Betrayal: Women and Literature (1974), Bartleby in Manhattan and Other Essays (1983) et Sight-Readings: American Fiction (1998).  

### Cofondatrice deThe New York Review of Books
La grève des journaux à New York pendant 114 jours en 1962-1963  inspire à Elizabeth Hardwick, Robert Lowell son mari, Jason Epstein et Barbara Epstein ainsi que Robert B. Silvers, l'idée de fonder The New York Review of Books. Elizabeth Hardwick en est la conseillère éditoriale. Cette publication trouve une large audience, notamment parmi les lecteurs de The New York Times Book Review, qu'Elizabeth Hardwick a étrillé dans son essai critique de 1959, The Decline of Book Reviewing.  

### Enseignante
Depuis les années 1970 jusqu'au début des années 1980, elle enseigne lors de séminaires d'écriture au Barnard College et à la School of the Arts de l'université Columbia, département d'écriture. Elle applique son esprit critique aux écrits des étudiants mais elle se comporte aussi en mentor pour celles et ceux qu'elle considère comme prometteurs. 

### Écrivaine
En 1961, Elizabeth Hardwick publie la biographie The Selected Letters of William James. En 2000, elle publie une courte biographie, Herman Melville, dans la série Penguin Lives de Viking Press. 
En 2008,  la Library of America sélectionne son récit, The Life and Death of Caryl Chessman, pour l'inclure dans sa rétrospective True Crime: An American Anthology. Une collection de ses nouvelles, The New York Stories of Elizabeth Hardwick, est publiée à titre posthume en 2010, comme The Collected Essays of Elizabeth Hardwick en 2017.

### Membre de comités littéraires
Elizabeth Hardwick fait partie du comité consultatif des National Book Awards, du conseil d'administration du National Book Critics Circle. Elle est présidente du comité des membres du PEN American Center. Elle est membre du jury du prix PEN/Faulkner pour la fiction, participe à la nomination des Whiting Writers' Awards et au jury de nomination du prix Pulitzer 1974,. 

## Vie privée
Le 28 juillet 1949 elle épouse Robert Lowell, le poète lauréat du prix Pulitzer, issu des familles bostoniennes les plus distinguées, dites Brahmane de Boston. Leur union est tumultueuse, ils voyagent beaucoup et Robert Lowell a des accès de dépression. Leur fille se nomme Harriet Winslow Lowell. Le couple divorce en 1972. 
Elizabeth Hardwick meurt dans un hôpital de Manhattan le 2 décembre 2007,.

## Honneur et distinctions
- 1966-1967 : première femme à recevoir le prix George Jean Nathan pour ses essais sur le théâtre[12].
- 1947 : elle reçoit une Bourse Guggenheim et un prix de la fondation Rockefeller[13].
- 1973 : elle reçoit un diplôme honoraire du Smith College[3].
- 1975 : finaliste National Book Awards pour les Arts et Lettres, pour Seduction and Betrayal: Women and Literature[14]
- 1976 : elle devient membre de l'Académie américaine des Arts & Lettres qui lui remet une médaille d'or
- 1979 : prix du National Book Critics Circle pour Sleepless Nights[15]
- 1995 : prix Ivan Setrof Lifetime Achievement
- 1996 : elle est élue membre de l'Académie américaine des arts et des sciences en 1996[16].

## Œuvres publiées
- (en) The Simple Truth, Virago Modern Classics, 1982 (1re éd. 1955), 223 p. (ISBN 0860685292)
- (en) A View of My Own: Essays in Literature and Society  (essai critique), Octagon Press, Limited, 1979 (1re éd. 1962) (ISBN 0374936617)
- (en) Seduction and Betrayal: Women and Literature  (préf. Joan Didion, essai critique, finaliste National Book Awards pour les Arts et Lettres 1975), NYRB Classics (1re éd. 1974), 224 p. (ISBN 0940322781, présentation en ligne)[14]
- (en) Sleepless Nights  (préf. Geoffrey O'Brien, prix du National Book Critics Circle 1979), New York Review of Books, 2001 (1re éd. 1979), 128 p. (ISBN 0940322722, présentation en ligne)[15]
- (en) avec William James (biographie), The Selected Letters of William James, Boston, D.R. Godine, coll. « Nonpareil book » (no 18), 1980, 271 p. (ISBN 0879233486)
- (en) The Ghostly Lover, Ecco Press, 1998 (1re éd. 1982), 278 p. (ISBN 0880012404, présentation en ligne)
- (en) Bartleby In Manhattan: And Other Essays  (essai critique), New York, Random House, 1983 (ISBN 0394528808)
- (en) Sight-Readings: American Fictions, Random House, 284 p. (ISBN 0375501274, présentation en ligne)
- (en) Herman Melville  (biographie), Viking Books - Penguin Lives, 2000, 161 p. (ISBN 0670891584, présentation en ligne)
- (en) New York Stories of Elizabeth Hardwick  (préf. et sélection Darryl Pinckney, fiction, publié à titre posthume), New York, New York Review Books, coll. « New York Review Books Classics. » (ISBN 9781590172872)
- (en) The collected essays of Elizabeth Hardwick  (préf. et sélection Darryl Pinckney, mémoires, conversations, journaux, publié à titre posthume), New York, New York Review Books, coll. « New York review books. Classics », 2017 (ISBN 9781681371542, présentation en ligne)